# Sam Peckinpah
Sam Peckinpah (* 21. Februar 1925 in Fresno, Kalifornien; † 28. Dezember 1984 in Inglewood, Kalifornien) war ein US-amerikanischer Regisseur und Drehbuchautor. 
Bekannt wurde Peckinpah als einer der führenden Vertreter des sogenannten Spätwesterns. Einen seiner größten Erfolge feierte er 1969 mit dem Westernepos The Wild Bunch – Sie kannten kein Gesetz. Zu seinen bekanntesten Filmen zählen ebenfalls Wer Gewalt sät (1971), Getaway (1972), Pat Garrett jagt Billy the Kid (1973), Bring mir den Kopf von Alfredo Garcia (1974) und Steiner – Das Eiserne Kreuz (1977). 
Wegen der starken Gewaltdarstellung in seinen Filmen (welche ihm den Spitznamen „Bloody Sam“ einbrachten) und seiner persönlichen Suchtprobleme, welche er häufig mit ans Set brachte, galt er zeit seines Lebens als kontroverse Figur in der Filmwelt.

## Leben und Werk
David Samuel Peckinpah wurde 1925 als Sohn des Rechtsanwalts David Edward Peckinpah in Südkalifornien geboren. Die Peckinpahs (zuvor noch Peckinpaugh, ursprünglich Beckenbach) entstammen deutschen Einwanderern, die gegen Ende des 18. Jahrhunderts in die USA immigrierten. Er studierte Dramaturgie und machte an der University of Southern California (USC) seinen Master of Dramatic Arts. Danach nahm er in verschiedenen Filmateliers Jobs an und arbeitete am Theater. Später lernte er Don Siegel kennen, für den er einige Dialoge für das Drehbuch zum Science-Fiction-Film Die Dämonischen (1956) umschrieb.
In den 1950er-Jahren arbeitete Peckinpah zunächst für das Fernsehen, unter anderem als Drehbuchautor für die Westernserie Rauchende Colts. Außerdem entwickelte er Konzepte für die Serien The Rifleman (Westlich von Santa Fé, 1958) und The Westerner (1960), für die er auch mehrere Drehbücher schrieb. 1958 führte er bei einer Rifleman-Folge erstmals auch Regie.
1961 und 1962 entstanden seine ersten Kinofilme Gefährten des Todes und Sacramento. Letzterer markierte mit John Fords Der Mann, der Liberty Valance erschoß den Übergang vom klassischen Western zum Spätwestern. Peckinpah behandelte bereits in diesem Frühwerk eines seiner späteren Lieblingsthemen: alternde Westernhelden in sich verändernden Zeiten.
1965 drehte Peckinpah mit Sierra Charriba (Major Dundee) seinen ersten Western mit großem Budget. Produzent Jerry Bresler ließ den Film entgegen den Intentionen des Regisseurs umschneiden, wogegen Peckinpah sich wehrte und in der Folge auf eine inoffizielle „Schwarze Liste“ geriet, weshalb er keine weiteren Aufträge mehr erhielt. Seine Drehbücher zu Die glorreichen Reiter und Pancho Villa reitet wurden abgeändert und anderen Regisseuren übergeben. Während der Dreharbeiten zu Sierra Charriba erschien Peckinpah zudem häufig stark angetrunken am Set oder verließ es alkoholisiert, so dass Charlton Heston bei der Regiearbeit einspringen musste. Dieser Film wurde auch finanziell ein Misserfolg.
Nach dem Drehbuch von Ring Lardner (einem McCarthy-Opfer) begann Peckinpah mit den Arbeiten zu dem Schwarzweißfilm Cincinnati Kid, doch nach wenigen Tagen ließ man Peckinpahs Drehbuchänderungen umschreiben und übergab Norman Jewison das Projekt, der einen Farbfilm mit Steve McQueen in der Hauptrolle drehte, der nichts mehr mit Peckinpahs ursprünglichem Konzept zu tun hatte. Grund für die Entlassung des Regisseurs soll laut Angaben der Produzenten Peckinpahs Absicht gewesen sein, eine Nacktszene mit Sharon Tate zu drehen und die Story zu vulgarisieren.
Der Fernsehproduzent David Melnick verschaffte Peckinpah 1966 einen neuen Auftrag für das Fernsehen. Für die Adaption von Katherine Anne Porters Novelle Noon Wine schrieb Peckinpah das Drehbuch und führte Regie. Darsteller waren Jason Robards und Olivia de Havilland sowie L. Q. Jones in einer Nebenrolle. Das Werk wurde positiv aufgenommen, auch von der Autorin des Stücks, und Peckinpah erhielt für die Arbeit mehrere Preise.
Dadurch erhielt er 1969 die Möglichkeit, The Wild Bunch – Sie kannten kein Gesetz zu drehen, welcher sich ebenfalls in die Reihe der Spätwestern einreihen lässt. Dieser Film wird häufig zu den größten Western der Filmgeschichte gezählt und gilt gemeinhin als Peckinpahs bester Film. Peckinpah selbst sagte zu seiner Arbeit: „Wenn ich darüber nachdenke, was mit mir in Hollywood so passiert ist, wünsche ich mir, ich wäre ein bisschen wie meine Helden“. Das Drehbuch, das der Drehbuch-Neuling Walon Green nach einer Idee von Roy N. Sickner geschrieben hatte, wurde von Peckinpah überarbeitet. Green, Sickner und Peckinpah erhielten jeweils eine Oscar-Nominierung, so auch die Musik von Jerry Fielding.
The Wild Bunch veränderte, wie 1967 Bonnie und Clyde, die Gewaltdarstellung im amerikanischen Mainstreamkino. Der Film ist umstritten, einige Kritiker wie Roger Ebert lobten ihn wiederum als Meisterwerk. Peckinpah erhielt den uncharmanten Spitznamen „Bloody Sam“. Sein nächster Film Abgerechnet wird zum Schluss (1970) war als Gegenstück zum Vorgängerfilm angelegt, der Elemente einer Westernkomödie wie auch eines Liebesfilms enthält. Der melancholische Spätwestern wurde jedoch kein Publikumserfolg.
Ursprünglich als Regisseur für den Film Beim Sterben ist jeder der Erste vorgesehen, drehte Peckinpah 1971 zunächst mit Dustin Hoffman in England Wer Gewalt sät, verlor dann den Auftrag für die Adaption von James Dickeys Roman allerdings an John Boorman. Für Wer Gewalt sät verließ Peckinpah erstmals in seiner Spielfilmkarriere sein gewohntes Westernsetting für die Kulisse des ländlichen Englands. Der Film war seiner Zeit extrem kontrovers, nicht nur wegen seiner Gewaltdarstellungen, sondern vor allem für die Vergewaltigungsszene von Susan George. Peckinpah wurde deswegen als Misogynist verschrien und Pauline Kael nannte den Film gar ein „faschistisches Kunstwerk“. Wenngleich die Kontroversen bis heute nicht ganz abgeflacht sind, so sehen viele in Wer Gewalt säht einen von Peckinpahs besten und markantesten Filmen.
Seinen nächsten Film Junior Bonner (1972) mit Steve McQueen siedelte Peckinpah im Rodeomilieu an. Die melancholische Charakterstudie kam aber weder beim Publikum noch bei der Kritik sonderlich an.
Den kommerziell erfolgreichsten Film seiner Karriere drehte Peckinpah 1972 wieder mit McQueen, sowie mit Ali MacGraw: Getaway, welcher von der Flucht eines Bankräubers und seiner Frau handelt, war die Verfilmung eines Romans von Jim Thompson nach einem Drehbuch von Walter Hill. Der Autor der Buchvorlage zeigte sich von der Adaption jedoch enttäuscht. Peckinpah kam als Ersatz für Peter Bogdanovich, welcher eigentlich Regie führen sollte.
Der nachfolgende Film Pat Garrett jagt Billy the Kid von 1973 war ein bedeutsamer Einschnitt in Peckinpahs Karriere. Dabei handelt es sich um seinen letzten Beitrag zum Western-Genre. Von den Produzenten wurde der Film stark gekürzt und umgeschnitten, sehr zur Enttäuschung des Regisseurs. Vom ursprünglichen Editor, Roger Spottiswoode, wurde in den 1990er Jahren eine neue Schnittfassung des Films erstellt, die Peckinpahs ursprünglichen Intentionen näher kommen soll. Bob Dylan schrieb den Soundtrack, darunter das bekannte Knockin’ on Heaven’s Door.
Enttäuscht vom Hollywood-System drehte Peckinpah 1974 mit Bring mir den Kopf von Alfredo Garcia in Mexiko seinen persönlichsten Film. Laut eigener Aussage ist dies sein einziger Film, mit dessen Endresultat er uneingeschränkt zufrieden sei. Hauptdarsteller Warren Oates gab den „Peckinpah vor der Kamera“, den Barpianisten Bennie, der durch eine Kopfgeldjagd in einen Strudel von Gewalt gerät. Der Publikumserfolg blieb jedoch aus, und bis auf Roger Ebert war die Kritikerrezeption durchgehend negativ. Michael Medved nahm den Film in sein Buch über die schlechtesten Filme aller Zeiten auf, wenngleich er heutzutage als einer von Peckinpahs besten Filmen gilt und sich mittlerweile einen Status als Kultfilm erarbeitet hat. Takeshi Kitano nannte Bring mir den Kopf von Alfredo Garcia seinen Lieblingsfilm.
Der Film Die Killer-Elite (1975) war Peckinpahs Versuch, sich mit einem kommerziellen, anspruchslosen Film für neue Aufträge zu empfehlen. Der Film war mit James Caan und Robert Duvall zwar gut besetzt, doch fehlte ihm die Intensität seiner früheren Werke.
Steiner – Das Eiserne Kreuz mit James Coburn und Maximilian Schell war 1977 Peckinpahs erster und einziger Kriegsfilm. Für die in Jugoslawien gedrehte deutsche Koproduktion, welche den Rückzug der Wehrmacht von der Ostfront während des Zweiten Weltkriegs thematisiert, nahm Peckinpah – ungewöhnlicherweise – die Perspektive der Deutschen ein und lehnte hierfür die Regie für größere Produktionen wie King Kong und Superman ab. Doch gesundheitliche Probleme überschatteten seine Arbeit. Der Regisseur war inzwischen starker Alkoholiker und zudem kokainabhängig. Während der Dreharbeiten trank er an manchen Tagen vier Flaschen Wodka oder Whisky und schlief nachts nur drei bis vier Stunden. Diese Probleme führten dazu, dass Peckinpah nahezu vollständig den Überblick über seine Produktion verlor. Das Ende musste vollständig improvisiert werden, da der Produktion neben Geld auch analoger Film ausging. Trotz gemischter Kritiken nannte Orson Welles u. a. Steiner – Das Eiserne Kreuz den „besten Kriegsfilm seit Im Westen nichts neues“. Wenngleich der Film in den USA wegen des zeitgleich erschienenen Krieg der Sterne floppte, so war er global ein Erfolg. 1979 folgte die Fortsetzung Steiner – Das Eiserne Kreuz, 2. Teil, an der Peckinpah jedoch in keiner Weise beteiligt war und für die, mit Ausnahme von Klaus Löwitsch, auch keiner der Schauspieler aus dem ersten Teil zurückkehrte.
Convoy (1978) sollte für Jahre seine letzte Regiearbeit bleiben. Nach seinem ernsteren vorherigen Film war Convoy, basierend auf einem gleichnamigen Song des Countrysängers C. W. McCall ein leichtfüßigerer, actionreicher Roadmovie, aber avancierte zum Kultfilm. 
Nach Beendigung der Dreharbeiten erlitt Peckinpah einen Herzanfall und er zog sich nach Montana zurück.
Peckinpahs Freund Warren Oates starb 1982, der Komponist Jerry Fielding und sein Assistent Gordon Dawson beendeten langjährige Zusammenarbeiten. Seinen letzten Filmauftrag hatte er 1983 mit der Ludlum-Verfilmung Das Osterman Weekend. Viele der Schauspieler, u. a. John Hurt, Burt Lancaster und Dennis Hopper, verzichteten für die Möglichkeit, mit Peckinpah zusammenzuarbeiten, auf große Teile ihrer sonst üblichen Gage.
Sam Peckinpah starb am 28. Dezember 1984 im Alter von 59 Jahren in Inglewood, Kalifornien an den Folgen eines Schlaganfalls.

## Hauptthemen
Peckinpahs Hauptthema als Regisseur ist die Auseinandersetzung mit Gewalt und Moral. Zu seinem Film The Wild Bunch sagte er: „Amerika verschließt seine Augen vor dem Hunger und vor der Gewalt, man muss diesem Amerika die Augen öffnen!“ Er wollte in seinen Filmen nicht nur die Gewalt zeigen, sondern deren Entstehung analysieren.
Im Zentrum stehen dabei oft Personen, die zwischen zwei Welten oder zwei Epochen stehen. Das klingt schon in seinem Frühwerk Sacramento an, das die Geschichte zweier alter Westerner erzählt und als Klassiker des Spätwesterns gilt. Besonders deutlich wird dies in seinen weiteren Spätwestern Pat Garrett jagt Billy the Kid und The Wild Bunch, in denen zum einen die Grenze zwischen den USA und Mexiko thematisiert, zum anderen die Moderne (mit Autos, Maschinengewehren, Politikern, Gesetz und Kapital) gegen die Freiheit des Einzelnen gestellt wird. Die Anpassung an die Moderne endet für die Protagonisten meist tragisch. In seinem vielleicht persönlichsten, kommerziell aber erfolglosesten Film Bring mir den Kopf von Alfredo Garcia ist es ein amerikanischer Pianist in Mexiko, der zwischen den Kulturen steht und scheitert. Gerade die Werke The Wild Bunch und Sacramento machten Peckinpah zum Regisseur des Abgesangs auf die Ära des Westerns. Sein Beitrag wird im Hinblick auf die berühmten Italowestern von Sergio Leone und Sergio Corbucci häufig unterschätzt.
Das ebenfalls starke Westernthema Moral setzte Peckinpah auch in seinen Roadmovies The Getaway und Convoy um. Dafür benutzte er die visuelle Sprache des Westerns, insbesondere die für ihn selbst typischen Zeitlupen und die maskulin geprägten Umgangsformen. Dank dieser beiden Filme gilt Peckinpahs Werk als typisches Beispiel für die Genreverwandtschaft von Western und Roadmovies.

## Visueller Stil
Peckinpahs Filme sind charakteristisch in ihrem Umgang mit der Zeit und ihrer Inszenierung von Gewalt. Peckinpah zeigt Gewalt sehr explizit, oft in Zeitlupe und Großaufnahme. Dabei sind die Szenen oft komplex aufgebaut und aus vielen Einzeleinstellungen zusammengesetzt. Exemplarisch dafür ist der Showdown in The Wild Bunch, der aus mehreren hundert Einstellungen besteht. Dieser Stil prägt so bekannte Regisseure wie John Woo und Quentin Tarantino noch heute.

## „Stock Company“
Sam Peckinpah wurde zuweilen als „Bastardsohn von John Ford“ bezeichnet, hauptsächlich wegen seines filmischen Schaffens. Wie sein Vorbild umgab sich Peckinpah mit einem festen Kreis von Schauspielern, die immer wieder in seinen Produktionen auftraten, die sogenannte „stock company“ (Stammtruppe) des Regisseurs. Schon in den Jahren seiner TV-Western begann er damit, sich eine Gruppe ihm verbundener Schauspieler zusammenzustellen.
Zu diesen zählte James Coburn, der zunächst in Major Dundee eine Nebenrolle spielte und später die Titelrolle in Pat Garrett (1973) und den Wehrmachtsfeldwebel Steiner (1977) verkörperte. Ebenso berühmt wurde Warren Oates, der in den drei großen Peckinpah-Western der 1960er Jahre wichtige Nebenrollen spielte und dann als Bennie (1974) in Alfredo Garcia brillierte. Ebenfalls zu erwähnen sind L. Q. Jones in sogar fünf Western (1962, 1965, 1969, 1970 und 1973) wie auch R. G. Armstrong, den Peckinpah dreimal als religiösen Fanatiker besetzte. Daneben spielten oft Kris Kristofferson (als Billy The Kid sowie in Alfredo Garcia und in Convoy) und Strother Martin oder auch Ernest Borgnine, David Warner und Gig Young.
Auch hinter der Kamera arbeiteten immer wieder dieselben Kollegen: als Komponist Jerry Fielding, der zwei Oscarnominierungen erhielt, als Kameramänner Lucien Ballard und John Coquillon, beim Schnitt Lou Lombardo, Roger Spottiswoode und Robert L. Wolfe, als persönliche Assistentin und Freundin Katherine Haber und als Autor, Produzent und Assistent Gordon T. Dawson. Gegen Ende seiner Karriere wurde die Stammbesetzung nach und nach ersetzt. Zum letzten Mal spielte die Western-Stock-Company 1973 in Pat Garrett jagt Billy the Kid.

## Filmografie
- 1961: Gefährten des Todes (The Deadly Companions) (R)
- 1962: Sacramento (Ride the High Country) (R, CD)
- 1965: Sierra Charriba (Major Dundee) (R, CD)
- 1969: The Wild Bunch – Sie kannten kein Gesetz (The Wild Bunch) (R, CD)
- 1970: Abgerechnet wird zum Schluss (The Ballad of Cable Hogue) (R, P)
- 1971: Wer Gewalt sät (Straw Dogs) (R, CD)
- 1972: Junior Bonner (R)
- 1972: Getaway (The Getaway) (R)
- 1973: Pat Garrett jagt Billy the Kid (Pat Garrett and Billy the Kid) (R)
- 1974: Bring mir den Kopf von Alfredo Garcia (Bring Me the Head of Alfredo Garcia) (R, CD)
- 1975: Die Killer-Elite (The Killer Elite) (R)
- 1977: Steiner – Das Eiserne Kreuz (Cross of Iron) (R)
- 1978: Convoy (R)
- 1983: Das Osterman Weekend (The Osterman Weekend) (R)

### Sonstiges
- 1954: Hölle 36 (Private Hell 36) (Dialogregie)
- 1955: Dial Red O (CD, ungenannt)
- 1955: An Annapolis Story (D)
- 1956: Die Dämonischen (Invasion of the Body Snatchers) (D, CD, ungenannt)
- 1965: Die glorreichen Reiter (The Glory Guys) (D)
- 1968: Pancho Villa reitet (Villa Rides) (CD)
- 1978: Amore, piombo e furore (D)
- 1979: Die Außerirdischen (The Visitor) (D)
- 1982: Verhext (Jinxed!) – Regie: Don Siegel (Second-Unit-Regie)

R: Regisseur, P: Produktion, D: Darsteller, DA: Drehbuchautor, CD: Mitarbeit am Drehbuch

## Trivia
In Mein Name ist Nobody steht in einer Friedhofsszene auf einem der Grabsteine der Name Sam Peckinpah. Dieser hatte zuvor die Zusammenarbeit mit Sergio Leone bei diesem Film abgelehnt.